# Abram Sloutskine
Abram Alexandrovitch Sloutskine (Абрам Александрович Слуцкин, en anglais Slutskin), né en 1881 ou le 17 juillet 1891 à Borissoglebsk dans le gouvernement de Tambov (Empire russe) et mort le 13 juillet 1950 à Kharkov (URSS), est un physicien, scientifique et professeur soviétique. Il s'est particulièrement illustré dans le développement du domaine radio en URSS. Il est un pionnier dans le développement du magnétron à cavités et dans l'utilisation de ce dernier dans les systèmes radar. Il était membre de l'Académie nationale des sciences d'Ukraine (1948).

## Biographie
Natif de l'actuel oblast de Voronej en Russie, Sloutskine s'installe ensuite dans le gouvernement de Kharkov et fréquente l'université impériale de Kharkov (KU) à partir de 1910. Il obtient le Kandidat Nauk (en) (une forme de PhD) en physique-mathématiques en 1916 et devient maître de conférences et chercheur au sein de l'institution. En 1921, le physicien Dmitri Rojanski forme un département de recherche en physique à l'université de Kharkov et Sloutskine en joint les rangs.
Rojanski nourrit un fort intérêt dans l'étude des oscillations électromagnétiques à haute fréquences, ce qui a poussé Sloutskine à travailler dans ce domaine